# Oectropsis franciscae
Oectropsis franciscae är en skalbaggsart som beskrevs av Barriga och Cepeda 2006. Oectropsis franciscae ingår i släktet Oectropsis och familjen långhorningar. Inga underarter finns listade i Catalogue of Life.